# トキビル
トキビルまたはTOKIビルとは、東京都江戸川区船堀にある商業ビルである。

## 概要
1991年（平成3年）4月に、船堀駅の南側に公営団地であるトキタワーが完成した。そのトキタワーに隣接した店舗棟として建設されたのがトキビルである。
トキタワーの屋上には、江戸川区のコミュニティ放送局であるエフエム江戸川の送信所がある。

## 館内
館内は各階ごとにテーマに沿ったフロアが展開している。公式サイトでは以下のように紹介されている。
1階　生活に密着した便利で役立つベーシックフロア
2階　くつろげるグルメフロア
3階　「美」「医療」「学び」のファミリーフロア
4階　スポーツと癒しのフロア
5階　美と健康のクオリティフロア

## 入居店舗

### 1階
- ミスタードーナツ
- すし三崎丸閉店→日高屋
- 御菓子所　玄舟庵
- モスバーガー
- ファミリーマート閉店→楽天モバイル
- トキビル不動産
- ソフトバンク船堀
- 有限会社そめや企業
- エンジェル薬局
- クリーニングの白洋舍閉店→カットファクトリー
- 三菱UFJ銀行　ATMコーナー
- すき家

### 2階
- 焼肉　かるび家
- 多国籍料理オリエンタル　ビッグフット閉店
- 溢宝居 閉店
- 酒蔵季TOKI船堀駅前店
- 茹で上げ生スパゲティ　ポポラマーマ
- 地鶏料理　とり樹亭
- インド料理　アジアン　スパイスラボ
- キッチンスタジオ・焼き菓子ショップ　けさらんぱさらん
- エンジェル薬局　船堀2号店
- さくら歯科医院

### 3階
- ミュージックサロン船堀　山野楽器
- 美容室　オレンジポップ
- さくら耳鼻咽喉科医院
- さくら皮膚科医院
- さくら小児・アレルギー医院閉院→株式会社フレッシュタウン
- 船堀駅前こすもす内科医院
- コナミスポーツクラブ船堀マシンジム

### 4階
- コナミスポーツクラブ船堀

### 5階
- 陽光産業株式会社
- 宗仁会本部
- 井口腎泌尿器科船堀
- 慶友形成クリニック＆メディカルエステ

## 開館時間
10:00-24:00　休館日　元日および2月と8月に各1日

## アクセス

### 鉄道
都営新宿線船堀駅下車、徒歩2分

### バス
都営バス「船堀駅前」バス停下車、徒歩2分

## 駐車場
ビル内には駐車場はないが、コイン式の「トキビル第2駐車場」が近隣にある。

## ときめっく
ときめっくとは、船堀駅前トキビルが2001年（平成13年）から発行していた情報誌である。トキビルのテナント情報やイベント情報、地域に密着した情報を掲載していた。新聞の折り込みのほか、トキビル内でも配布していたが、2017年（平成29年）に廃刊。